# Zeebeving Sendai 2011
De zeebeving nabij Sendai in 2011 was een zware zeebeving die zich voordeed op vrijdag 11 maart 2011 voor de noordoostkust van het Japanse eiland Honshu. Het epicentrum van de beving, die een kracht van 9,0 - 9,1 op de momentmagnitudeschaal had, bevond zich voor de kust van de prefectuur Miyagi op circa 370 km ten noordoosten van de Japanse hoofdstad Tokio en circa 130 km ten oosten van de stad Sendai.
De zeebeving veroorzaakte een tsunami, die veel schade aanrichtte in Japan en ook andere delen van de Pacific Rim bereikte. De tsunami had volgens de Japanse krant Yomiuri Shimbun op basis van onderzoek van het Port and Airport Research Institute bij de Sanriku-kust een hoogte van meer dan 15 meter en bereikte eenmaal aan land op sommige plaatsen door opstuwing een hoogte tot 21,1 meter. Er werd ruim 400 km² land overspoeld. Miljoenen huishoudens hadden als gevolg van de ramp geen stromend water of elektriciteit. De tsunami bereikte een hoogte van circa 14 meter bij de kerncentrale Fukushima I, met een aantal ongelukken op de kerncentrale als gevolg.
Het officiële aantal doden en vermisten lag op 14 mei 2011 op 24.525, maar politiecijfers uit 2017 geven 15.894 doden en 2.550 vermisten. 410.000 mensen werden geëvacueerd uit de getroffen gebieden, 320.000 mensen in het noorden van het land zaten zonder elektriciteit, 87.772 huizen raakten beschadigd.
De zeebeving kwam in een serie van bevingen, die al een hele week in de regio woedde. Er volgden ook enkele grote naschokken.
De beving bij Sendai was de zwaarst gemeten in de geschiedenis van Japan en de zwaarste in de regio in honderdveertig jaar. Ook behoort zij tot de vijf krachtigste aardbevingen ooit gemeten. De verwoestende zeebeving heeft volgens enkele wetenschappers grote landmassa's verschoven. Het Japanse hoofdeiland zou zo bijna 2,4 meter opgeschoven zijn naar het oosten. De aardas verschoof 10 centimeter door de beving.

## Achtergrond

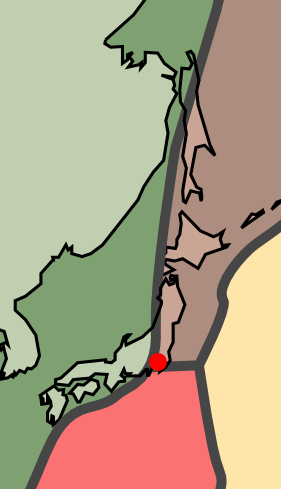
Tektonische platen onder Japan
Noord-Amerikaanse Plaat
Pacifische Plaat
Filipijnse Plaat
Euraziatische Plaat
Tokio

Aard- en zeebevingen zijn niet ongewoon in Japan, dat zich bevindt op de vulkanisch en seismologisch zeer actieve Ring van Vuur. De grote Kanto-aardbeving in 1923 behoort met 100.000 tot 140.000 doden tot de dodelijkste aardbevingen in de wereldgeschiedenis. In 1995 kostte de aardbeving van Kobe aan meer dan 6.000 mensen het leven. Ook zeebevingen voor de kust van Miyagi zijn niet ongewoon, hoewel deze qua schade onvergelijkbaar waren met de beving en tsunami in 2011: bij een beving in 1978 vielen 28 doden en ontstond een kleine tsunami, bij een beving in 2005 vielen enkel gewonden.
Vanwege de ervaringen met aardbevingen uit het verleden worden Japanners tegenwoordig geregeld getraind om voorbereid te zijn op een nieuwe aardbeving. Japan speelt verder een belangrijke rol in onderzoek naar aardbevingen en het ontwikkelen van technieken om gebouwen aardbevingsbestendig te maken.

## Details van de zeebeving
De zeebeving deed zich voor om 14:46:23 uur lokale tijd (05:46:23 UTC) en het epicentrum bevond zich op ongeveer 130 kilometer ten oosten van Sendai. Het hypocentrum bevond zich op zo'n 30 kilometer diepte. De beving werd veroorzaakt door de Pacifische Plaat die onder de Noord-Amerikaanse Plaat en de Filipijnse Plaat schuift, waardoor onder meer de Marianentrog gevormd wordt.
Oorspronkelijk maakte het United States Geological Survey (USGS) melding van een beving met een momentmagnitude van 7,9. Uiteindelijk is de kracht van de beving vastgesteld op 9,0 (analyse van 14 maart 2011). Ook de analyse van het Japans Meteorologisch Instituut is uitgekomen op een magnitude van 9,0 op de schaal van Richter (december 2011). Dit maakt het de krachtigste beving ooit gemeten in Japan.
Na de aardbeving werden er de eerste 24 uur 168 naschokken gevoeld. Eén daarvan had een kracht van 7,7, een andere had een kracht van 6,6. In totaal waren er 24 zwaarder dan 6 en zeven zwaarder dan 6,5.
Geologen van het Italiaans Nationaal Instituut voor Geofysica en Vulkanologie schatten dat de zeebeving zo krachtig was dat de aardas met 10 centimeter is verschoven. Hierdoor duurt een dag nu ongeveer een microseconde korter. Het USGS berichtte dat het Japanse vasteland met 2,4 meter naar het oosten is verschoven door de beving.
De zeebeving ging gepaard met de vrijstelling van een enorme hoeveelheid oppervlakte-energie: 1,9 ± 0,5 × 1017 joule. Dit is ongeveer dubbel zoveel als vrijkwam bij de zeebeving in de Indische Oceaan in 2004. De totale hoeveelheid energie die vrijkwam wordt door het USGS geschat op 3,9 × 1022 joule; net iets minder dan bij de zeebeving in de Indische Oceaan uit 2004.

## Tsunami

Japans tsunamirisicoteken

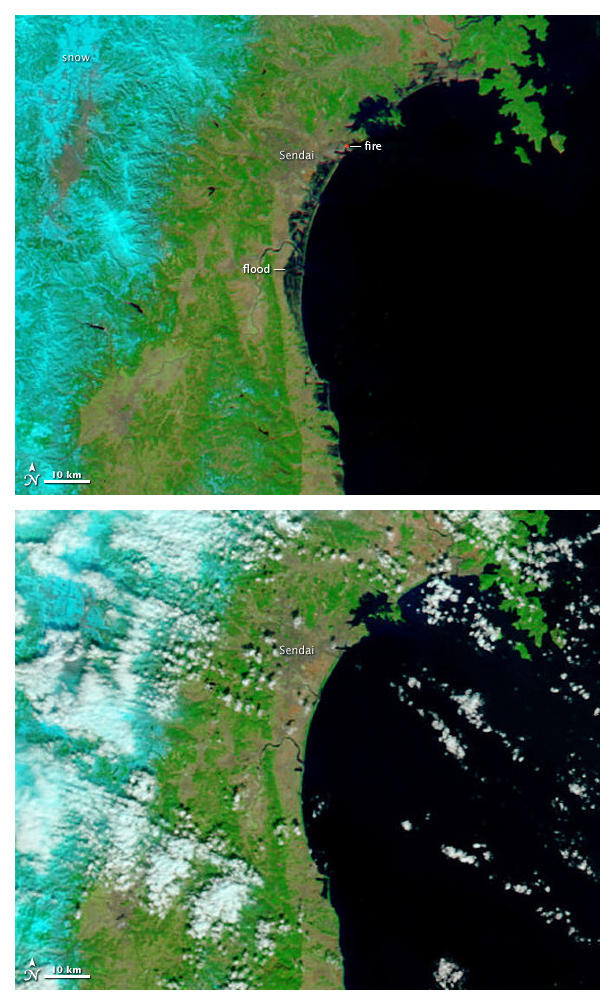
Kust bij Sendai voor (foto onder) en na (foto boven) de tsunami

De beving veroorzaakte ook een tsunami die de kusten van de volgende gebieden heeft bereikt:
| - Japan - Nieuw-Zeeland - Australië - Rusland - Guam | - Fiji - Filipijnen - Indonesië - Papoea-Nieuw-Guinea - Nauru | - Hawaï - Taiwan - Verenigde Staten - Mexico - Peru | - Chili - Guatemala - El Salvador - Costa Rica - Nicaragua | - Panama - Honduras - Ecuador - Colombia - Antarctica |

### Japan
Als gevolg van de tsunami die volgde op de aardbeving zijn complete dorpen verwoest aan de Japanse oostkust. Minamisanriku is een gemeente met 17.393 inwoners, 9.500 mensen zijn daar nog vermist. Ook het stadje Kamaishi is hevig beschadigd.

### Andere gebieden
In Taiwan waren enkele kleine tsunami's zichtbaar. Deze richtten echter geen schade aan. De Filipijnse overheid evacueerde direct na de tsunamiwaarschuwing 55.000 mensen langs de oostelijke kustgebieden. De flink afgezwakte tsunamigolven, volgens metingen van NAMRIA in hoogte variërend van 30 centimeter tot ruim een meter, bereikten de Filipijnse kust aan het begin van de avond van 11 maart en veroorzaakten daar weinig schade. De volgende dag konden de evacués weer naar huis terugkeren. Ook het noordoosten van Indonesië werd ontruimd, daar zijn een aantal eilanden overspoeld. In eerste instantie leek de schade mee te vallen. Later werd bekend dat er minstens één man om het leven is gekomen op een eiland in Papoea, door een twee meter hoge vloedgolf. Ook raakten tientallen huizen verwoest.
Later op 11 maart kwam de vloedgolf aan bij de westkust van de Verenigde Staten, uit voorzorg werden er meer dan 4000 mensen geëvacueerd. In Crescent City raakten veel boten beschadigd en er overleed een man die op het strand foto's wilde maken van de tsunami. Ook in Santa Cruz raakten veel boten beschadigd. De golven waren niet hoger dan twee meter. Ook Hawaï werd gewaarschuwd voor een tsunami, rond 15.00 uur Midden-Europese Tijd bereikte inderdaad een aantal grote golven Hawaï maar niet zo hoog als verwacht. De hoogste gemeten golf was 1,8 meter.
In Chili werd de noodtoestand uitgeroepen langs de kuststrook omdat er golven tot drie meter hoogte werden verwacht. Iedereen die in de gevarenzone woont moest hoger gelegen gebied opzoeken. Uiteindelijk bleken de golven erg mee te vallen en werd er nauwelijks verhoging gemeten. In Ecuador werden in totaal 300.000 mensen geëvacueerd langs de kuststrook, de noodtoestand werd daar uitgeroepen. De tsunami bleek mee te vallen en is er geen schade gemeld of sprake van gewonden.

## Slachtoffers
Lokale media spraken op 11 maart slechts over 'vele gewonden'. Het persbureau Kyodo meldde op 11 maart dat bij de stad Sendai alleen al twee- tot driehonderd lichamen aangespoeld zijn na de tsunami.
In de volgende dagen steeg het dodental snel. Uiteindelijk werd het aantal slachtoffers als gevolg van aardbeving en tsunami vastgesteld op 15.894 doden. De getroffen plaatsen zijn onder andere Kesennuma, Yamada, Miyako, Ofunato, Rikuzentakata, Kamaishi, de haven van Hachinohe, Otsuchi, de kustplaats Minamisanriku en Higashimatsushima.
In het getroffen gebied in Japan woonden ten tijde van de beving ongeveer 50 Nederlanders en er verbleven ongeveer 20 Nederlanders tijdelijk. Zij waren binnen vier dagen allen getraceerd en onder hen zijn volgens een woordvoerder van het Ministerie van Buitenlandse Zaken geen slachtoffers gevallen.
De Belgische overheid gaf aan alle 700 Belgen in Japan te gaan contacteren en, indien nodig, hulp te bieden.

## Schade, gevolgen en reddingsacties

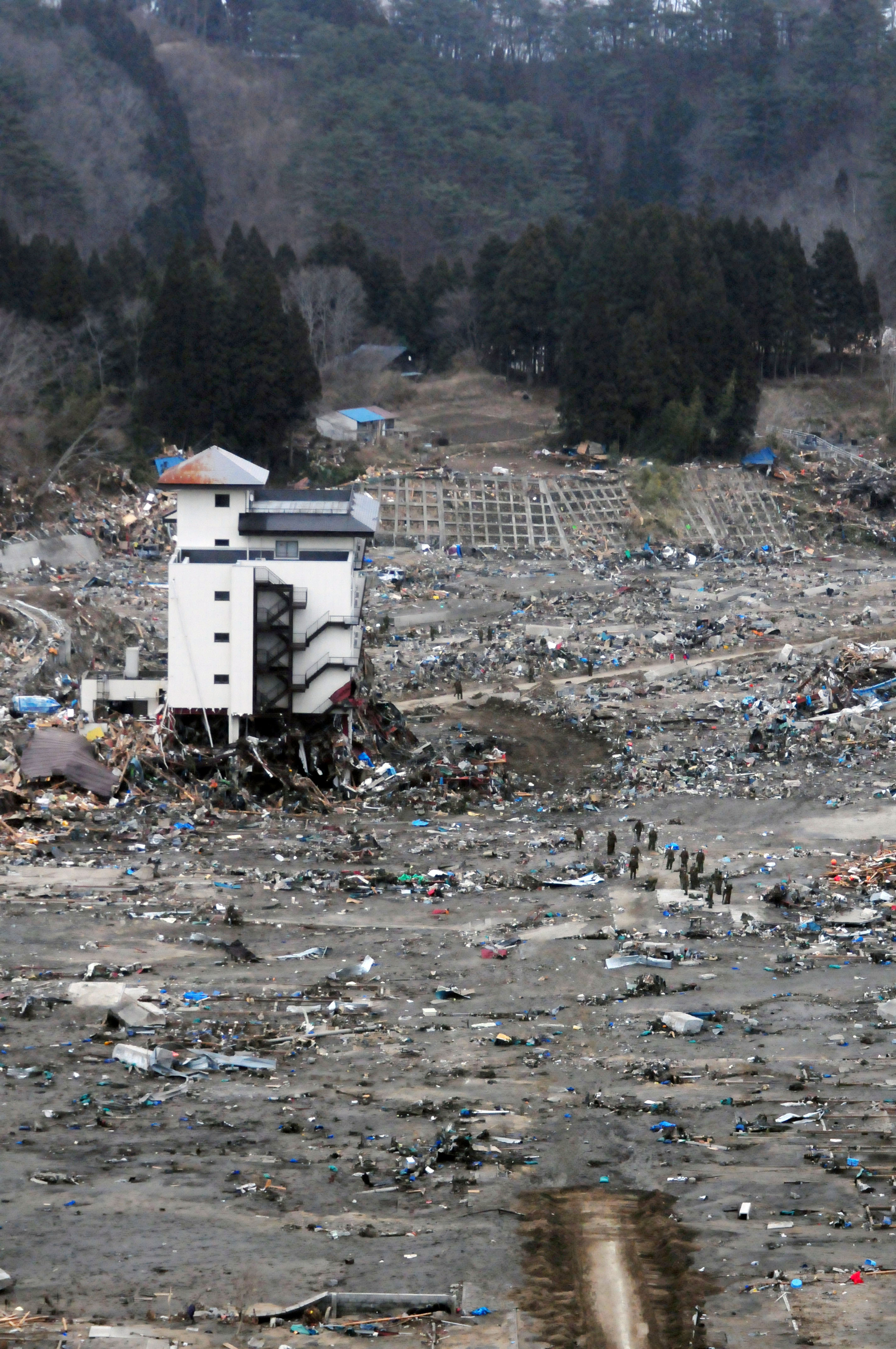
Verwoestingen in de plaats Tarō

Volgens het Japans Meteorologisch Instituut is de stad Kurihara volledig verwoest. Ten gevolge van de beving ontstonden enkele brandjes in Tokio, vielen er gewonden en viel de Luchthaven Haneda stil. Ook land- en luchttransport werd hevig verstoord. De premier van Japan vroeg om internationale hulp. De Japanse president kondigde ook de opening van een noodcentrum aan om de hulp te coördineren.

#### Elektriciteit
Als gevolg van de aardbeving en de tsunami zaten 4,4 miljoen huishoudens in het noordoosten van Japan zonder stroom. Dit werd veroorzaakt door de beschadigde infrastructuur en doordat diverse kerncentrales direct na de aardbeving automatisch stilgelegd werden. De premier van Japan riep het volk op om zuinig te doen met elektriciteit, daarom werd de stroom op sommige tijden preventief afgesloten in de hoofdstad Tokio om zo het tekort tegen te gaan. De spoorwegen van de East Japan Railway Company ten noorden van Tokio werden geheel stilgelegd. Het treinverkeer rond Tokio was wegens stroomschaarste beperkt.

#### Economie
De beurs van Tokio (Nikkei), daalde als gevolg van de aardbeving 1,72%. Er werd verwacht dat Japan opnieuw zou moeten beginnen met het opbouwen van zijn economie. De totale schade werd geschat op ongeveer 240 miljard euro.
Door de zeebeving raakte de Japanse economie in een recessie. Het bruto binnenlands product was met 0,9 procent gekrompen in de eerste drie maanden, en was 3,7 procent gedaald in vergelijking met een jaar daarvoor. Het is vooral de aanbodzijde, waar de problemen lagen. Veel bedrijven, zoals de autosector, konden door de aardbeving en de tsunami niet op tijd beschikken over de benodigde onderdelen. De industriële productie nam in maart af met 15,5 procent.

#### Kerncentrales

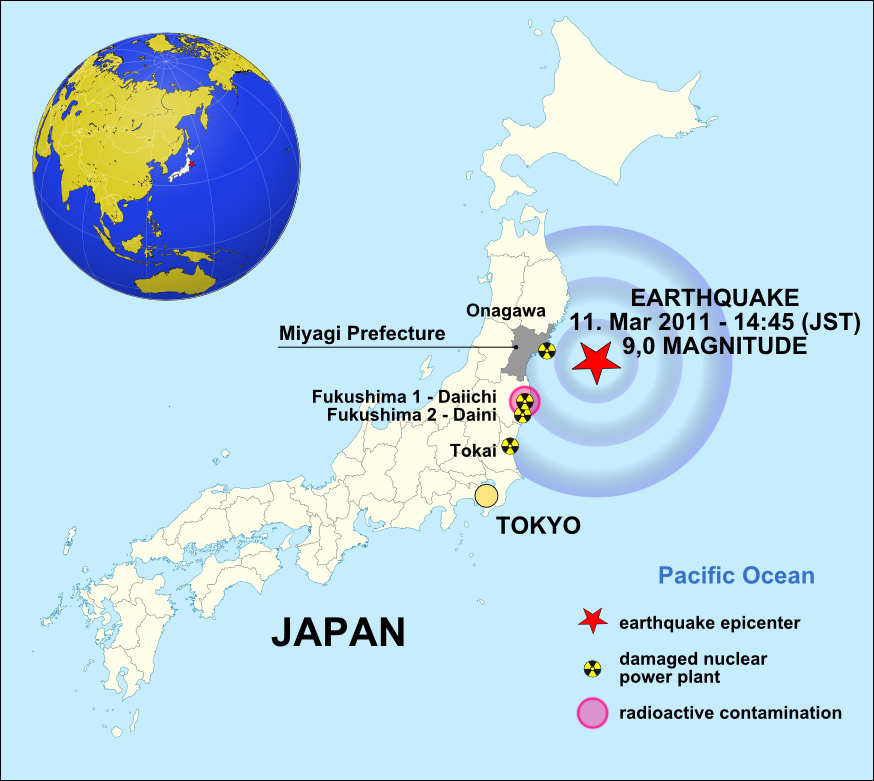
Kaart waarop het epicentrum van de beving en enkele nabijgelegen kerncentrales zijn aangegeven

Het Internationaal Atoomenergie Agentschap in Wenen meldde dat de vier kerncentrales in Miyagi en Fukushima die het dichtst bij het epicentrum van de aardbeving liggen allemaal op veilige wijze waren stilgelegd. Het betrof de kerncentrales van Onagawa, Tokai en Fukushima I (Dai-ichi) en Fukushima II (Daini). Door een serie ongelukken in de centrale Fukushima I is een aanzienlijke hoeveelheid radioactief materiaal vrijgekomen en werd de nucleaire noodtoestand uitgeroepen. De tsunami vernielde de noodstroomvoorziening, waardoor de koeling van de kernreactoren uitviel. Bij drie kernreactoren vond er een kernsmelting (meltdown) van de reactorkernen plaats. Meer dan 200.000 mensen werden geëvacueerd. In zes prefecturen zat de bevolking zonder elektriciteit.
De drie operationele reactoren in de centrale Fukushima I werden binnen enkele seconden na het begin van de aardbeving automatisch stilgelegd door middel van een noodstop. Het gewone elektriciteitsnet was beschadigd en daarom moesten de koelpompen voor de centrales draaien op elektriciteit van een noodstroomvoeding. Maar door de tsunami kwamen deze generatoren onder water te staan. De koeling op accu's stopte na enkele uren doordat de accu's leeg waren. Wat volgde was een serie van ongelukken in de verschillende reactoren in het complex. Hierbij ontstonden explosies van waterstofgas en is een aantal kernen geheel of gedeeltelijk gesmolten. Dat betekent dat er zich een meltdown heeft voorgedaan. De kernbrandstof is daarbij gesmolten en op de bodem van de reactor terechtgekomen.
Meer dan 10.000 bewoners van het gebied in een straal van 20 kilometer rondom de kernenergiecentrale Fukushima I werden geëvacueerd als gevolg van een problemen met de koelsystemen van de reactoren.
In het turbinegebouw van de kernenergiecentrale Onagawa ontstond brand als gevolg van de ramp zonder dat radioactief materiaal vrijkwam.

#### Hulpverlening
De hulpverlening wordt ernstig gehinderd doordat wegen, spoorwegen, waterleidingen en de elektriciteitsvoorziening zwaar beschadigd zijn door de beving en de daaropvolgende vloedgolf. Veel snelwegen naar het noorden zijn afgesloten om zo de weg voor hulpverleners vrij te maken. Google leverde een bijdrage met de site Google Person Finder. Met deze webapplicatie konden mensen vermiste personen opsporen.

## Reacties

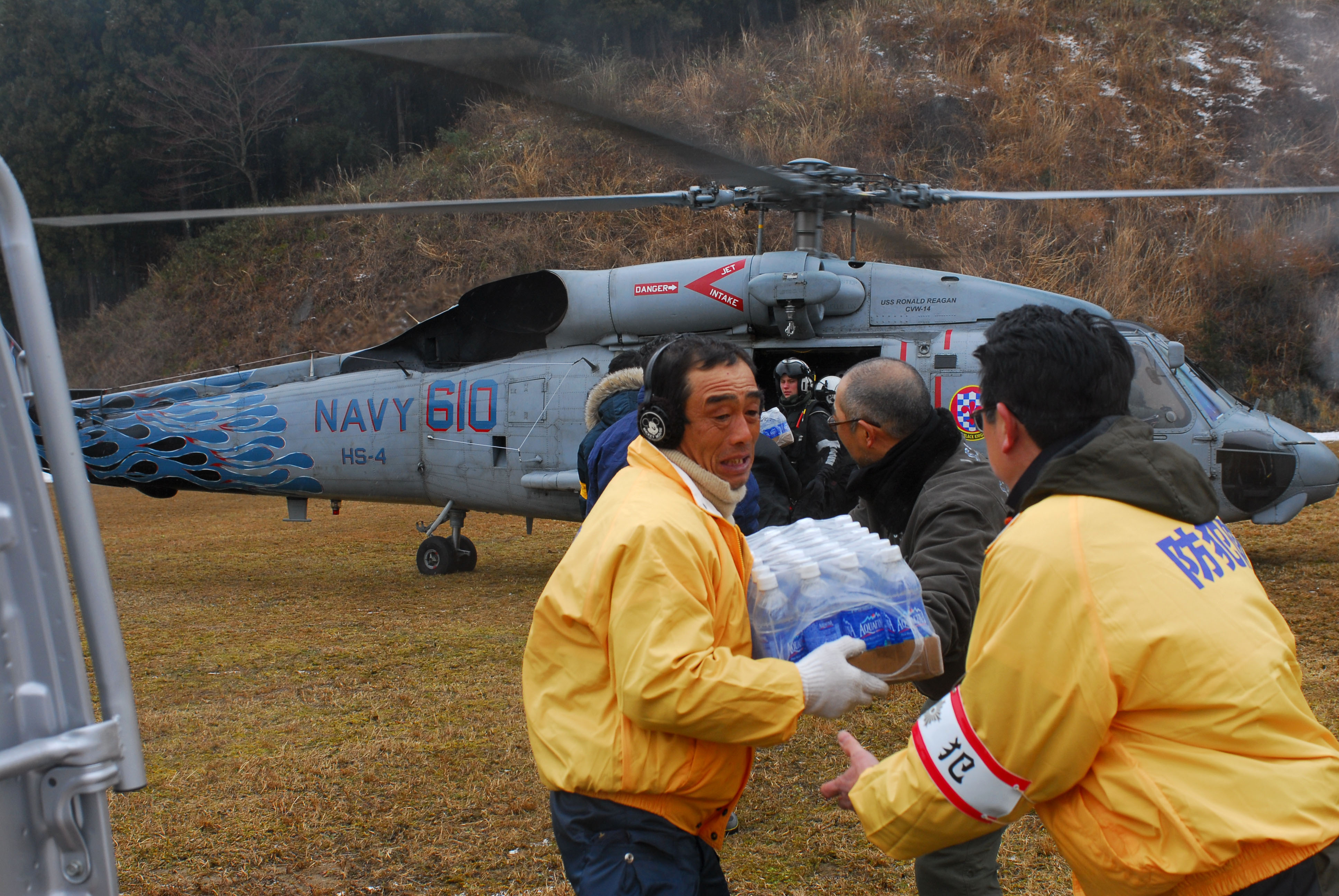
Hulpverlening door Amerikaans marinepersoneel en Japanse burgers

- De Australische vicepremier Wayne Swan zegt hulp te bieden aan Japan, en dat "Australië klaarstaat om Japan te steunen in deze moeilijke tijd".
- België zegt "elk scenario te evalueren", als het nodig zou zijn willen zij het B-FAST-team sturen. De Vlaamse overheid zegt het interventieteam van arts Luc Beaucourt te willen sturen.
- De Canadese eerste minister condoleert de families van de slachtoffers. Hij zegt ook Japan bij te staan waar hulp nodig is.
- Voorzitter van de Europese Raad Herman Van Rompuy en voorzitter van de Europese Commissie José Manuel Barroso verklaren dat de Europese Unie klaar staat om Japan op alle mogelijke manieren hulp te bieden als het land daar om vraagt. Zij betuigen eveneens hun medeleven met de Japanse regering en de families van de slachtoffers.[49]
- De toenmalige Nederlandse koningin Beatrix is geschokt door de vreselijke gebeurtenissen in Japan en brengt haar medeleven met de getroffenen over aan de Japanse keizer.[50] De Nederlandse minister van Veiligheid en Justitie Opstelten betuigt zijn steun en zegt dat hij hulpeenheden zal sturen als daarom gevraagd wordt.[51]
- Het Israëlische defensieleger opent op dinsdag 29 maart officieel de deuren van een veldhospitaal in de verwoeste noordelijke gebieden van Japan. De faciliteit omvat een chirurgische, een pediatrische en een kraamafdeling, een intensievezorgeenheid, een apotheek en een laboratorium. De gebouwen voor de kliniek zijn opgetrokken door een 58 mensen tellend Medisch Korps van de IDF.
- Premier Naoto Kan van Japan spreekt zijn medeleven uit. Hij roept het volk op om "rustig te blijven en aandachtig te luisteren naar de informatie op radio en televisie". Later volgt er ook een toespraak van keizer Akihito, iets dat uiterst zeldzaam is. Hij zegt dat hij bidt voor de slachtoffers en toont zijn meeleven. Hij zegt ook dat hij zich grote zorgen maakt om de kerncentrales waar momenteel problemen mee zijn.
- De Russische premier Vladimir Poetin zegt "natuurlijk bereid te zijn onze buren te helpen tegen de gevolgen van deze zware aardbeving".[52]
- De Turkse president Abdullah Gül condoleert Japan met de slachtoffers en biedt hulp aan. De minister van Buitenlandse Zaken, Ahmet Davutoğlu, zegt dat een speciale eenheid op het ministerie wordt opgesteld om de ontwikkelingen te volgen.[53]
- De Verenigde Staten zeggen bereid te zijn om troepen naar Japan te sturen.[52]
- Verenigde Naties zeggen 30 teams klaar te hebben om te vertrekken naar Japan als het land hierom vraagt.[52]
- Zuid-Korea zegt een reddingsploeg ter plaatse te gaan sturen.[52]
- Het Vaticaan meldt dat Paus Benedictus XVI bidt voor de slachtoffers.[54]

## Naschok 7 april 2011
Om 11:32 lokale tijd en 04:32 Midden-Europese Tijd was er een zware naschok van 7,1 op de schaal van Richter. Het epicentrum lag 66 km uit de kust van de havenstad Sendai. Direct na de beving werd er een tsunamiwaarschuwing afgegeven voor de prefectuur Miyagi, deze werd na 90 minuten weer ingetrokken zonder dat er dreigende golven zijn aangekomen. In totaal zijn er door de naschok vier mensen om het leven gekomen en nog eens 141 mensen raakten gewond.

## Afbeeldingen

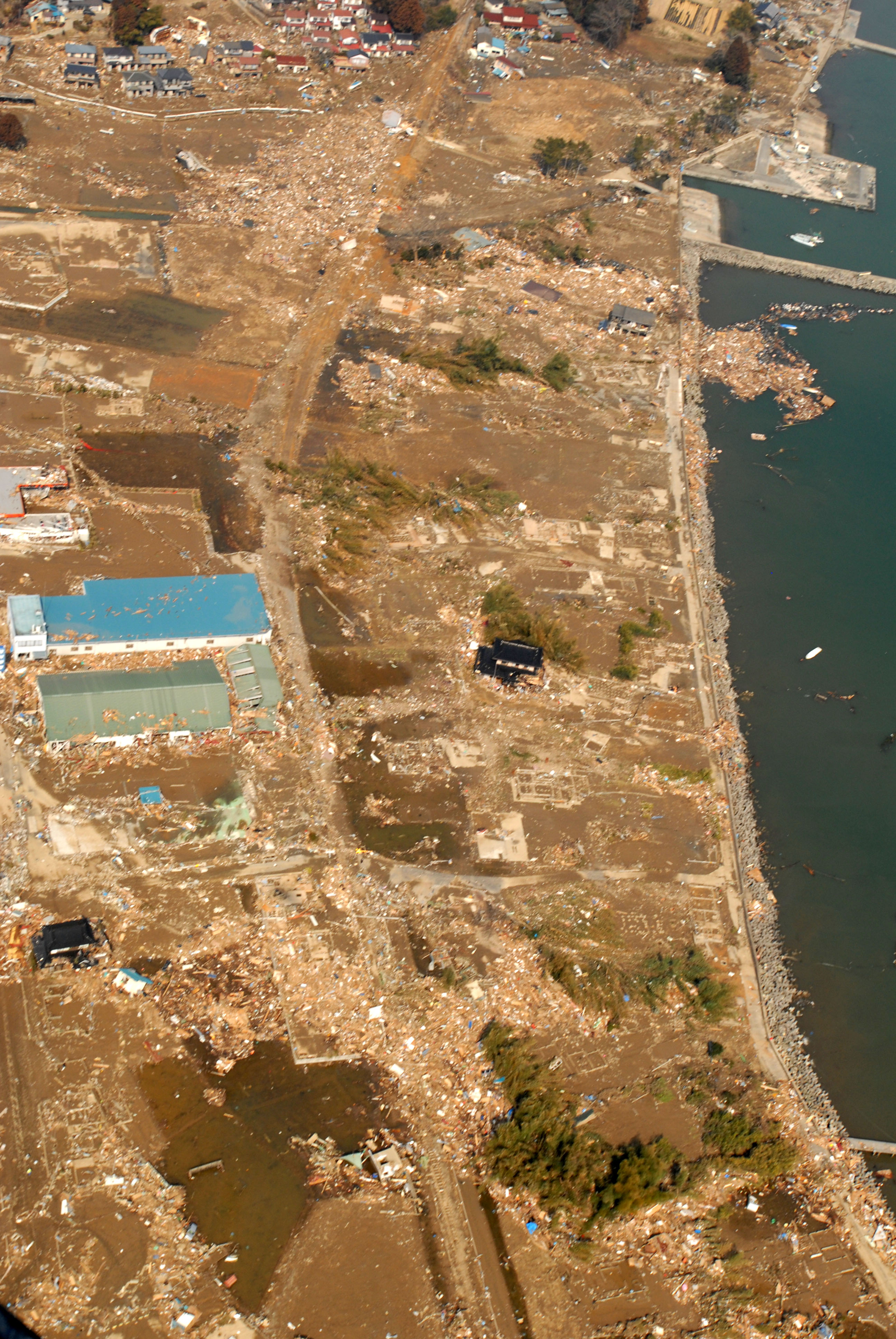
Kustlijn ten noorden van Sendai na de Tsunami
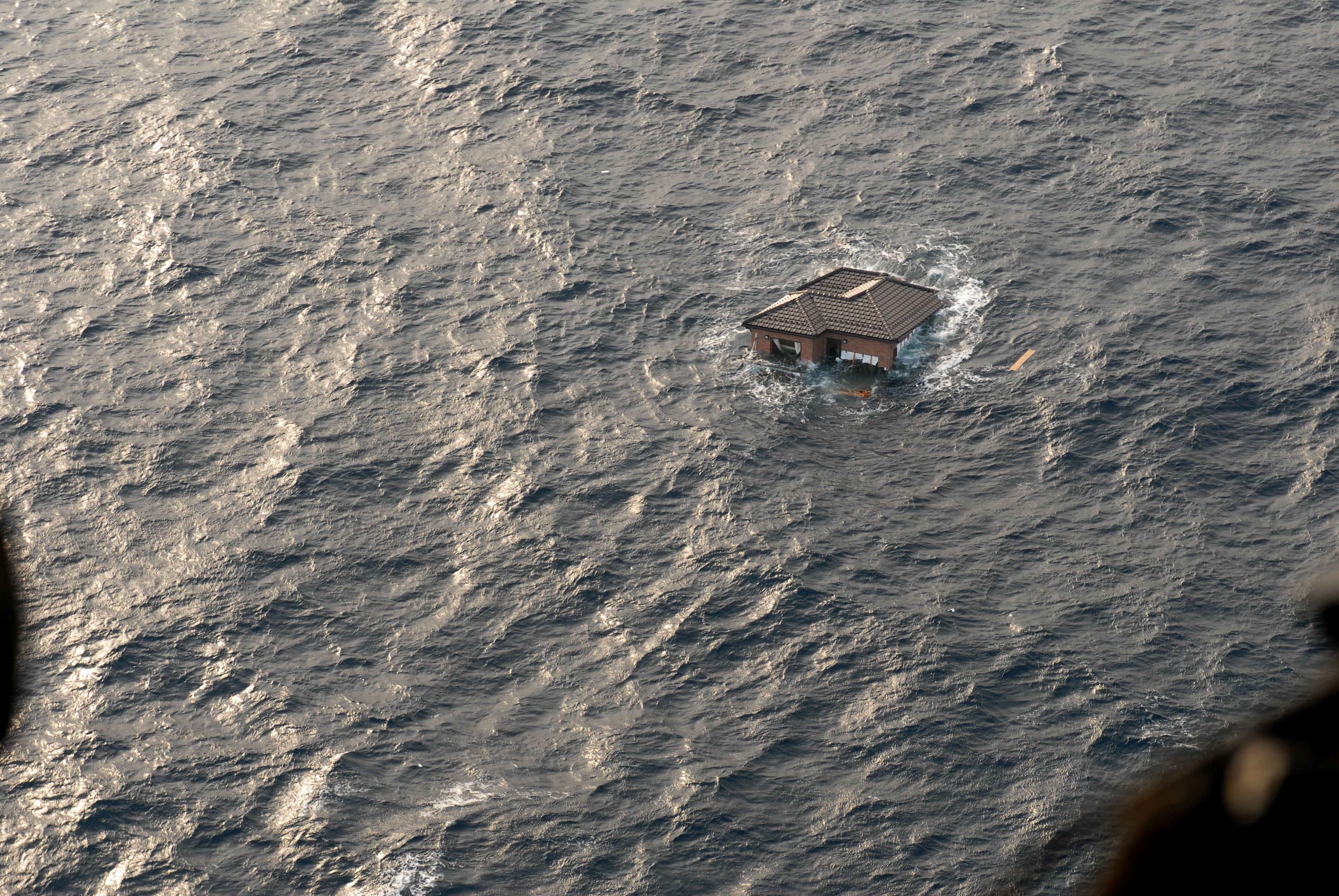
Drijvend huis in de Grote Oceaan
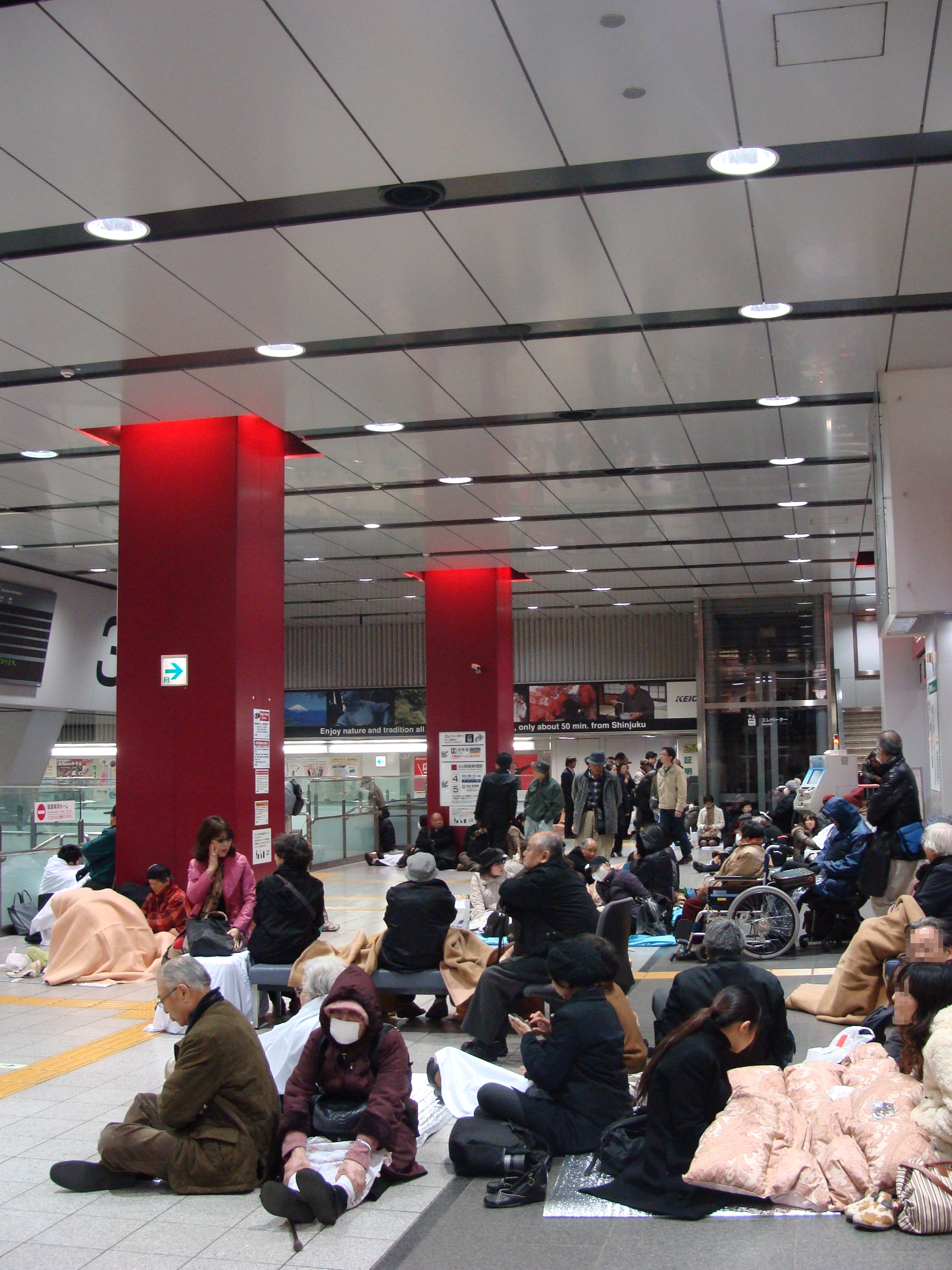
Gestrande reizigers in Tokio
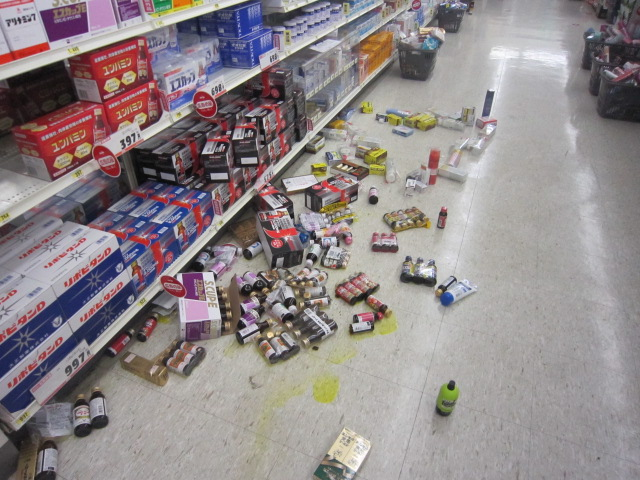
Levensmiddelen zijn uit de schappen gevallen door de beving.
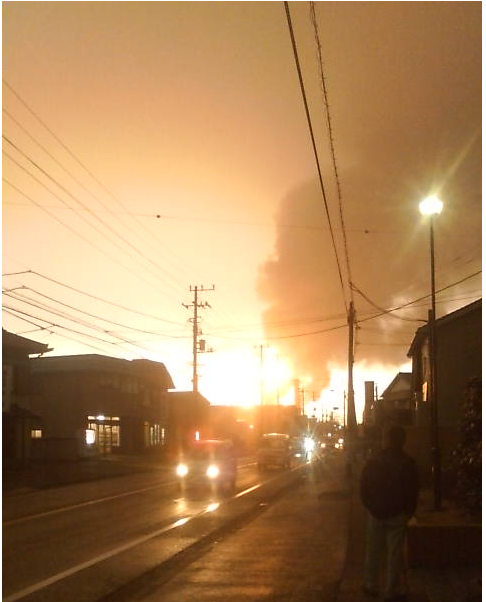
Explosie van een olieraffinaderij van Cosmo Oil in Japan.